# Actenoides monachus
El alción monje (Actenoides monachus) es una especie de ave coraciforme de la familia Halcyonidae endémica de las islas de Célebes y Wowoni.